# Теменій
Теменій, Теменіон (грец. Τημένιον) — давньогрецьке місто на узбережжі Арголідської затоки (Пелопоннес) біля гирла річки Інах на північ від Лерни.
За переказами місто було засноване сином Аристомаха Теменом (звідки і його назва) після дорійського завоювання і напівлегендарного розділу Пелопоннеса між Гераклідами, згідно з яким Темену дісталася Арголіда. Оскільки в Мікенах завойовники почувалися не надто впевнено, їм була потрібна інша столиця, і нове місто підходило для цього якнайкраще. Пізніші легенди, щоправда, називали резиденцією Темена Аргос, проте непрямі дані свідчать, що це місто у перші роки після приходу дорійців було не надто значним, навіть в межах Арголіди. А масштабне будівництво за часів Темена відбувалося насамперед у Теменії. Тут були, зокрема, зведені святилища Посейдона і Афродити. У місті був похований і сам Темен.
Згодом, однак, роль Теменія зменшується, він поступається впливом сусідньому Тиринфу. А принаймні з часів Фідона місто перебуває під контролем Аргоса, якому слугує морським портом. Аргівяни утримували його навіть після катастрофічної для них поразки під Сепеєю (494 р. до н. е., після якої інші міста Арголіди здобули незалежність. У 416 р. до н. е. Теменій був з'єднаний з Аргосом «довгими мурами».